# Ана Врлич
Ана Врлич (нар. 1 серпня 1984) — колишня хорватська тенісистка.
Найвищу одиночну позицію світового рейтингу — 180 місце досягла 26 серпня 2013, парну — 149 місце — 13 січня 2013 року.
Здобула 4 одиночні та 11 парних титулів туру ITF.
Завершила кар'єру 2019 року.

## Фінали ITF

### Одиночний розряд: 16 (4–12)
| Легенда          |
| ---------------- |
| турніри $100,000 |
| турніри $75,000  |
| турніри $50,000  |
| турніри $25,000  |
| турніри $10,000  |

| Фінали за покриттям |
| ------------------- |
| Тверде (3–10)       |
| Ґрунт (0–2)         |
| Трава (0–0)         |
| Килим (1–0)         |

| Результат | Ранг | Дата              | Турнір                              | Покриття   | Суперниця             | Рахунок          |
| --------- | ---- | ----------------- | ----------------------------------- | ---------- | --------------------- | ---------------- |
| Перемога  | 1.   | 23 лютого 2003    | ITF Бухен, Німеччина                | Килим (i)  | Забріна Йольк         | 6–3, 7–6(7)      |
| Поразка   | 1.   | 5 лютого 2006     | Джерсі, Велика Британія             | Тверде (i) | Енн Кеотавонг         | 2–6, 1–6         |
| Поразка   | 2.   | 11 червня 2006    | Градо, Італія                       | Ґрунт      | Саня Анчич            | 4–6, 6–3, 4–6    |
| Поразка   | 3.   | 11 листопада 2006 | Ополе, Польща                       | Тверде (i) | Юлія Бейгельзимер     | 2–6, 0–6         |
| Поразка   | 4.   | 12 серпня 2007    | Hechingen Open, Німеччина           | Ґрунт      | Оксана Любцова        | 3–6, 2–6         |
| Поразка   | 5.   | 30 березня 2008   | Джерсі, Велика Британія             | Тверде (i) | Олена Балтача         | 1–6, 3–6         |
| Поразка   | 6.   | 6 квітня 2008     | Гамбург, Німеччина                  | Тверде (i) | Крістіна Барруа       | 2–6, ret.        |
| Поразка   | 7.   | 23 листопада 2008 | Ополе, Польща                       | Тверде (i) | Аранча Рус            | 6–4, 5–7, 3–6    |
| Перемога  | 2.   | 13 листопада 2011 | Ополе, Польща                       | Тверде (i) | Паула Каня            | 6–3, 2–6, 7–6(7) |
| Поразка   | 8.   | 18 листопада 2012 | Ополе, Польща                       | Тверде (i) | Кароліна Плішкова     | 3–6, 2–6         |
| Поразка   | 9.   | 27 січня 2013     | Андрезьє-Бутеон, Франція            | Тверде (i) | Алісон ван Ейтванк    | 1–6, 4–6         |
| Перемога  | 3.   | 10 серпня 2013    | Ізмір, Туреччина                    | Тверде     | Катажина Пітер        | 6–1, 6–3         |
| Поразка   | 10.  | 5 жовтня 2014     | Монтеррей, Мексика                  | Тверде     | Катерина Бондаренко   | 1–6, 5–7         |
| Перемога  | 4.   | 15 листопада 2014 | Мінськ, Білорусь                    | Тверде (i) | Катерина Олександрова | 3–6, 6–4, 7–6(7) |
| Поразка   | 11.  | 15 листопада 2015 | GB Pro-Series Bath, Велика Британія | Тверде (i) | Ана Богдан            | 3–6, 6–4, 1–6    |
| Поразка   | 12.  | 6 листопада 2016  | ITF Шарм-еш-Шейх, Єгипет            | Тверде     | Мелані Клаффнер       | 5–7, 3–6         |

### Парний розряд: 21 (11–10)
| Легенда          |
| ---------------- |
| турніри $100,000 |
| турніри $75,000  |
| турніри $50,000  |
| турніри $25,000  |
| турніри $15,000  |
| турніри $10,000  |

| Фінали за покриттям |
| ------------------- |
| Тверде (5–6)        |
| Ґрунт (5–4)         |
| Трава (0–0)         |
| Килим (1–0)         |

| Результат | Ранг | Дата             | Турнір                        | Покриття   | Партнерка           | Суперниці                                  | Рахунок             |
| --------- | ---- | ---------------- | ----------------------------- | ---------- | ------------------- | ------------------------------------------ | ------------------- |
| Перемога  | 1.   | 9 лютого 2003    | ITF Бергамо, Італія           | Тверде (i) | Дарія Юрак          | Штефані Гайднер Б'янка Кампер              | 6–4, 6–4            |
| Перемога  | 2.   | 7 липня 2003     | Дармштадт, Німеччина          | Ґрунт      | Санда Мамич         | Даніела Берчек Марія Головизніна           | 7–6(7), 6–1         |
| Перемога  | 3.   | 4 вересня 2009   | Марибор, Словенія             | Ґрунт      | Ані Міячика         | Марія Абрамович Катарина Кашликова         | 6–2, 6–3            |
| Поразка   | 1.   | 17 вересня 2010  | Загреб, Хорватія              | Ґрунт      | Ані Міячика         | Майлен Ору Наташа Зорич                    | 5–7, 7–5, [12–14]   |
| Поразка   | 2.   | 14 травня 2011   | Загреб, Хорватія              | Ґрунт      | Ані Міячика         | Елиця Костова Барбара Собашкевич           | 6–1, 3–6, [10–12]   |
| Поразка   | 3.   | 4 червня 2011    | Марибор, Словенія             | Ґрунт      | Ані Міячика         | Карен Кастібланко Адріана Перес            | 3–6, 6–7(9)         |
| Перемога  | 4.   | 29 серпня 2011   | Сараєво, Боснія і Герцеговина | Ґрунт      | Марія Абрамович     | Марія Жоао Келер Флоренсія Молінеро        | 5–7, 7–6(7), 6–2    |
| Поразка   | 4.   | 31 жовтня 2011   | Стамбул, Туреччина            | Тверде     | Мервана Югич-Салкич | Людмила Кіченок Надія Кіченок              | 6–4, 1–6, [7–10]    |
| Перемога  | 5.   | 18 червня 2012   | Ленцергайде, Швейцарія        | Ґрунт      | Александра Крунич   | Ксенія Ликіна Ізабелла Шинікова            | 6–2, 6–4            |
| Поразка   | 5.   | 5 листопада 2012 | Екердревіль-Енневіль, Франція | Тверде (i) | Амра Садікович      | Магда Лінетт Катажина Пітер                | 4–6, 6–7(4)         |
| Перемога  | 6.   | 21 січня 2013    | Андрезьє-Бутеон, Франція      | Тверде (i) | Амра Садікович      | Маргарита Гаспарян Ольга Савчук            | 5–7, 7–5, [10–4]    |
| Перемога  | 7.   | 12 квітня 2013   | Едбагстон, Велика Британія    | Тверде (i) | Крістіна Барруа     | Рішель Гогеркамп Штефані Фогт              | 6–4, 7–6(2)         |
| Поразка   | 6.   | 12 липня 2013    | Біарриц, Франція              | Ґрунт      | Віра Душевіна       | Савчук Ольга Миколаївна Юлія Бейгельзимер  | 6–2, 4–6, [8–10]    |
| Перемога  | 8.   | 13 жовтня 2013   | Жуе-ле-Тур, Франція           | Тверде (i) | Жюлі Куен           | Андреа Сестіні Главачкова Міхаелла Крайчек | 6–3, 4–6, [15–13]   |
| Поразка   | 7.   | 30 січня 2015    | Андрезьє-Бутеон, Франція      | Тверде (i) | Леслі Керкгове      | Джоя Барб'єрі Олена Остапенко              | 6–2, 6–7(4), [3–10] |
| Перемога  | 9.   | 22 лютого 2015   | Альтенкірхен, Німеччина       | Килим (i)  | Антонія Лоттнер     | Сандра Клеменшиц Татьяна Марія             | 6–4, 3–6, [11–9]    |
| Поразка   | 8.   | 28 лютого 2015   | Санкт-Петербург, Росія        | Тверде (i) | Стефані Форец       | Вікторія Голубич Олександра Саснович       | 4–6, 5–7            |
| Перемога  | 10.  | 6 квітня 2015    | Барнстепл, Велика Британія    | Тверде (i) | Стефані Форец       | Наомі Броді Катерина Бичкова               | 6–2, 5–7, [10–7]    |
| Перемога  | 11.  | 13 травня 2016   | Дьєр, Угорщина                | Ґрунт      | Река Луца Яні       | Ванда Лукач Шанталь Шкамлова               | 6–4, 6–3            |
| Поразка   | 9.   | 25 лютого 2017   | ITF Шарм-еш-Шейх, Єгипет      | Ґрунт      | Пемра Озген         | Вероніка Капшай Джулія Терзійська          | 3–6, 6–2, [7–10]    |
| Поразка   | 10.  | 4 березня 2017   | ITF Шарм-еш-Шейх, Єгипет      | Ґрунт      | Пемра Озген         | Вероніка Капшай Юлія Вахачик               | 4–6, 6–2, [5–10]    |